# Медовичка сан-кристобальська
Медови́чка сан-кристобальська (Myzomela tristrami) — вид горобцеподібних птахів родини медолюбових (Meliphagidae). Ендемік Соломонових Островів. Вид названий на честь англійського орнітолога Генрі Бейкера Трістрама.

## Поширення і екологія
Сан-кристобальські медовички мешкають на острові Макіра, який раніше називався Сан-Кристобаль, та на сусідніх острівцях. Вони живуть у вологих рівнинних тропічних лісах, в садах і на плантаціях.